# Lac Simard (réservoir Gouin)
Pour les articles homonymes, voir Simard et Lac Simard.
Le lac Simard est un plan d'eau douce situé dans la partie Nord-Ouest du réservoir Gouin, dans le territoire de la ville de La Tuque, dans la région administrative de la Mauricie, dans la province de Québec, au Canada.
Ce lac s’étend dans les cantons de Lacasse (partie Nord du lac) et de Crémazie (partie Sud du lac).
Les activités récréotouristiques constituent la principale activité économique du secteur. La foresterie arrive en second. La navigation de plaisance est particulièrement populaire sur ce plan d’eau, notamment pour la pêche sportive.
Le bassin versant du lac Simard est desservi du côté par des routes forestières secondaires reliées aux routes forestières R2046 et R1045 laquelle relie le village d’Obedjiwan.
La surface du lac Simard est habituellement gelée de la mi-novembre à la fin avril, toutefois la circulation sécuritaire sur la glace se fait généralement du début décembre à la fin de mars. La gestion des eaux au barrage Gouin peut entrainer des variations significatives du niveau de l’eau particulièrement en fin de l’hiver où l’eau est abaissée.

## Géographie
Avant la fin de la construction du barrage La Loutre en 1916, créant ainsi le réservoir Gouin, le lac Simard avait une dimension plus restreinte. Après le deuxième rehaussement des eaux en 1948 avec l’aménagement du barrage Gouin, le lac Simard épousa sa forme actuelle.
Les principaux bassins versants voisins du lac Simard sont :
- côté nord : Rivière Piponisiw, lac Miller (réservoir Gouin), ruisseau Plamondon (réservoir Gouin), rivière Pascagama, ruisseau de la Rencontre ;
- côté est : lac Miller (réservoir Gouin), lac du Mâle (réservoir Gouin), lac Bourgeois (réservoir Gouin), lac Toussaint (réservoir Gouin) ;
- côté sud : lac du Mâle (réservoir Gouin), baie Plamondon (réservoir Gouin), Passe Kaopatinak ;
- côté ouest : ruisseau Plamondon (réservoir Gouin), rivière Berthelot, rivière Pascagama.

D’une longueur de 4,2 km (au contour difformé et comportant plusieurs baies, îles et presqu’îles), le lac Simard s’étire dans le sens Nord-Sud. Ce lac s’alimente surtout de la Rivière Piponisiw, provenant du Nord.
Le lac Simard est délimitée du côté Est par une presqu’île s’étirant sur 5,1 km vers le Nord jusqu’au lac Miller (réservoir Gouin) où se situe le passage étroit où le courant se dirige vers l’Est, soit vers le lac du Mâle (réservoir Gouin). Du côté Ouest, un sommet de montagne culmine à 505 m d’altitude à 2,0 km de la rive du lac. Le niveau d’eau du lac s’équilibre avec celui du réservoir Gouin, sauf lors d’abaissement du niveau (ex. : en fin de l’hiver) selon la gestion des eaux du barrage Gouin.
L’embouchure du lac Simard est localisée au Nord-Est du Lac, soit à :
- 3,2 km à l’Ouest de l’embouchure du lac Miller (réservoir Gouin) (confluence avec le lac du Mâle (réservoir Gouin) ;
- 9,7 km au Nord de la sortie de la Passe Kaopatinak laquelle sépare en deux le lac du Mâle (réservoir Gouin) ;
- 17,0 km au Sud-Ouest du centre du village de Obedjiwan lequel est situé sur une presqu’île de la rive Nord du réservoir Gouin ;
- 86,0 km à l’Ouest du barrage Gouin ;
- 132 km au Nord-Ouest du centre du village de Wemotaci (rive Nord de la rivière Saint-Maurice) ;
- 223 km au Nord-Ouest du centre-ville de La Tuque ;
- 323 km au Nord-Ouest de l’embouchure de la rivière Saint-Maurice (confluence avec le fleuve Saint-Laurent à Trois-Rivières)[1].

À partir de l’embouchure du lac Simard, le courant coule sur 101,5 km jusqu’au barrage Gouin, selon les segments suivants :
- 2,3 km vers le Nord-Est, notamment en traversant le lac Miller (réservoir Gouin), jusqu'à son embouchure ;
- 17,3 km vers l'Est en traversant le lac du Mâle (réservoir Gouin), le lac Bourgeois (réservoir Gouin) et le lac Toussaint (réservoir Gouin) jusqu’au Sud du village d’Obedjiwan ;
- 81,9 km vers l’Est, en traversant notamment le lac Marmette, puis vers le Sud-Est en traversant notamment le lac Brochu (réservoir Gouin), puis vers l’Est en traversant la baie Kikendatch, jusqu’au barrage Gouin.

À partir de ce barrage, le courant emprunte la rivière Saint-Maurice jusqu’à Trois-Rivières où il se déverse sur la rive Nord du fleuve Saint-Laurent.

## Toponymie
Le terme « Simard » constitue un patronyme de famille d’origine française.
Le toponyme "Lac Simard" a été officialisé le 5 décembre 1968 par la Commission de toponymie du Québec.